# 觉梭乌
觉梭乌（羅馬化：Kyaw Soe Oo，1990年—），路透社驻多伦多记者（前路透社缅甸特约记者）。2017年12月12日，觉梭乌与同事瓦龙因揭露因丁大屠杀真相被当局诱捕。案件旋即获国际社会关注，两人于2018年获得多个国际奖项，包括《时代杂志》2018年年度风云人物、2019年联合国教科文组织吉列尔莫·卡诺世界新闻自由奖、普利策国际报道奖，同时也一直是国际特赦组织、美国笔会和无国界记者等人权组织声援的对象。
2019年5月7日，两人获总统特赦。

## 生平
觉梭乌生于缅甸若开邦实兑的一个佛教徒家庭。早年曾任罗兴亚新闻社“寻根调查社”（Root Investigative Agency）的记者。若开邦北部爆发暴力活动后，开始担任路透社特约记者。其后协同记者同事瓦龙调查缅甸国防军在若开邦因丁村屠杀罗兴亚族村民的事件，最终于2017年12月12日被当局逮捕，2019年5月7日获特赦。阿拉·达兹和艾瑪·阿拉穆丁力促两人获释。

## 大屠杀采访
2017年8月下旬，位于若开邦因丁村的罗兴亚人村庄遭纵火，大批村民逃亡山中躲避。9月1日，10名前往海滩寻找食物罗兴亚族男子被全副武装的士兵和准军方人员扣押，次日遭射杀，埋于万人坑。觉梭乌和瓦龙之后前往因丁调查万人坑，采访佛教徒村民及安全人员，获得屠杀事件的证词及照片证据。

## 个人生活
觉梭乌的妻子为曾为他们家工作的温琦苏，两人育有一女。

## 奖项荣誉
以下奖项均与瓦龙共同获得：
- 2018年：时代年度风云人物“真相守卫者”[9]
- 2018年：英国新闻奖年度外交事务报道奖和年度国际调查奖[10][11]
- 2018年：伦敦外国记者协会（Foreign Press Association）媒体奖年度记者[12]
- 2018年：美国笔会与埃德温·贝贝慈善信托（Edwin Barbey Charitable Trust）自由写作奖（Freedom to Write）[13]
- 2018年：亚洲协会奥斯本·艾略特（Osborn Eillot）杰出记者奖[14][15]
- 2018年：同一个世界媒体奖（One World Media Awards）年度国际记者[16]
- 2018年：西北大学詹姆斯·弗利·梅迪尔（James Foley Medill Medal）新闻业勇气奖章[17]
- 2018年：调查记者和编辑协会（英语：Investigative Reporters and Editors）唐·鲍尔斯（英语：Don Bolles）奖章[18]
- 2018年：国家记者俱乐部 (美国)与新闻研究院（Journalism Institute）奥布雄新闻自由奖（Aubuchon Press Freedom Award）[19][20]
- 2019年：联合国教科文组织吉列尔莫·卡诺世界新闻自由奖[21]
- 2019年：普利策国际报道奖[22]